# 大谷一夫
大谷 一夫（おおたに かずお、1955年11月13日 - ）は、香川県出身の俳優。本名は大谷 正憲。尽誠学園高等学校卒。番衆プロダクション、コスモプロジェクト、今井事務所に所属していた。特技は剣道、フェンシング、乗馬。

## 出演作品

### 映画
- FREAKSIII（1982年）※主演
- 未完の対局（1982年）
- ベッド・イン（1986年） - 樋口
- 冬物語（1989年）
- cfガール（1989年） - 代理店の男
- 夢商い

### テレビドラマ
- 愛人バンク殺人事件
- あいつがトラブル
- 一日だけの殺し屋
- 大空港 第55話「永遠の青春・西條刑事の最期!」（1979年10月8日） - 洋子の婚約者
- ウルトラマン80 第30話「砂漠に消えた友人」（1980年10月23日） - 青木カメラマン（ザタン星人）
- 俺はあばれはっちゃく
- 描かれた女
- おしん
- オレンジ色の診察室
- 女検事 霞夕子
- 御宿かわせみ 第2シリーズ
- 京都ぽんと町殺人なべ料理
- 金曜日の妻たちへIII 恋におちて（秋山圭一郎の部下）
- 結婚する手続き
- 私鉄沿線97分署
- 瀬戸大橋殺人事件
- 青春はみだし刑事
- 空よ海よ息子たちよ
- 大捜査線
- 太陽にほえろ!
- 抱寝の長脇差
- 父と娘・七色の絆
- 陳舜臣の神獣の爪
- 時にはいっしょに
- 特捜最前線
- 夏・体験物語 パート1
- 並木通りの男
- 野々村病院物語II
- 走れ!熱血刑事
- 華の嵐
- 誇りの報酬
- 牟田刑事官事件ファイル12

### 舞台
- 黒蜥蜴
- 未亡人

### CM
- パナソニック
- 丸三証券
- ヤマサ醤油
- リロ・ホールディング